# Budj Bim
Il Budj Bim o Mount Eccles è un vulcano spento situato vicino a Macarthur, nel sud-ovest dello stato di Victoria, in Australia.
Budj Bim è il nome con cui il popolo indigeno Gunditjmara ha chiamato il vulcano, che significa "testa alta". La vetta di forma approssimativamente conica è alta 178 metri. Il cratere vulcanico spento contiene al suo interno il lago Surprise.
L'area è stata dichiarata patrimonio mondiale dall'UNESCO il 6 luglio 2019 come Paesaggio culturale Budj Bim.